# Clavicembalista
Il clavicembalista è un musicista che suona il clavicembalo.
Numerosi compositori barocchi suonarono il clavicembalo, tra cui: Johann Sebastian Bach, Domenico Scarlatti, Georg Friedrich Händel, François Couperin e Jean-Philippe Rameau. Per tutto questo tempo, era comune per questi musicisti anche suonare l'organo e altri strumenti a tastiera, e dirigere la musica orchestrale mentre suonavano il continuo sullo strumento.
Il suono del clavicembalo moderno può essere diviso approssimativamente in tre epoche, a partire dalla carriera dell'influente rianimatrice dello strumento, Wanda Landowska. In questa fase del "revival di clavicembalo" di tipo pesante, influenzato dal pianoforte, realizzato da produttori come Ignace Pleyel; il risveglio dello strumento portò anche alcuni compositori a scrivere appositamente per lo strumento, spesso su richiesta della Landowska. Un influente gruppo di musicisti inglesi che, dopo Pleyel, usarono strumenti di Thomas Goff e della famiglia Goble includeva George Malcom e Thurston Dart. A partire dagli anni venti, Gavin Williamson e Philip Manuel contribuirono anche a rendere popolare il clavicembalo attraverso tour di concerti e, infatti, furono l'unico duo clavicembalistico al mondo, a tempo pieno, noto come Manuel & Williamson, che si esibirono in tutto il Nord-America e in Europa. Avevano studiato per molti anni con Wanda Landowska, sia in Francia che a New York. Negli anni trenta, Manuel & Williamson realizzarono le prime registrazioni dei concerti per tastiera multipla di Bach con la Chicago Symphony Orchestra, e il duo dette anche le prime esibizioni statunitensi del Concerto in Do magg. per 2 clavicembali, BWV 1061 di Bach. Inoltre, hanno presentato anteprime statunitensi di molte opere di Couperin e Rameau, tra gli altri compositori.
La prossima generazione clavicembalistica fu pioniera delle moderne esibizioni su strumenti costruiti secondo le pratiche autentiche del periodo precedente, a seguito della ricerca di studiosi come Frank Hubbard e William Doud. Questa generazione di artisti includeva musicisti come Isohlde Ahlgrimm, Ralph Kirkpatrick, Igor Kipnis e Gustav Leonhardt. Più recentemente, sono apparsi molti clavicembalisti eccezionali come Scott Ross, Trevor Pinnock, Kenneth Gilbert, Christopher Hogwood, Jos Van Immerseel, Ton Koopman, William Christie, Gary Cooper, David Schrader e John Butt, con molti di essi che dirigono anche un'orchestra barocca dallo strumento.